# وزارت اقلیم و محیط زیست (نروژ)
وزارت اقلیم و محیط زیست سلطنتی نروژ  (انگلیسی: Ministry of Climate and Environment) در ۸ مه ۱۹۲۷ تأسیس شد. وزارت اقلیم و محیط زیست نروژ مسئولیت ویژه‌ای در اجرای سیاست‌های مربوط به آب و هوا و محیط زیست این دولت به عهده دارد.
این وزارتخانه از سال ۲۰۲۱ تا کنون توسط وزیر اسپن بارت اید از حزب کارگر نروژ رهبری می‌شود.

## سازمان کار

### کادر سیاسی
کادر سیاسی این وزارتخانه از تاریخ ۳۰ ژوئن ۲۰۲۳ به شرح زیر است.
وزیر، اسپن بارت اید (حزب کارگر)
معاون در امور خارجه راگنهیلد سونر سیرستاد (حزب کارگر)
دبیر امور خارجه کیرستی بیورنستاد (حزب کارگر)
مشاور سیاسی ماریا وارترسیان (حزب کارگر)

### بخش‌ها
بخش تغییرات اقلیمی
بخش مدیریت میراث فرهنگی
بخش مدیریت دریایی و کنترل آلودگی
دپارتمان مدیریت طبیعت
اداره امور سازمانی
اداره برنامه ریزی
بخش اطلاعات